# Cristian Solimeno
Cristian Solimeno est un acteur anglais né à Londres le 27 avril 1975.
Il est notamment connu pour le rôle de Jason Turner dans la célèbre série anglaise Femmes de footballeurs. Il a joué dans de nombreux rôles dans les séries. Il est de descendance irlandaise et italienne via son père, Ambroggio.

## Filmographie
- 2004 : Indestructible (Unstoppable) de David Carson (TV)
- 2007 : Highlander : Le Gardien de l'immortalité (Highlander: The Source) de Brett Leonard
- 2007 : La Troisième Mère (La terza madre) de Dario Argento
- 2016 - 2016 : Guilt (série TV) : D.S. Bruno
- 2022 : The English (mini-série)
- 2025 : Criminal Squad : Pantera (Den of Thieves 2: Pantera) de Christian Gudegast : Florentin